# Melanio Asensio
Melanio Asensio Montes (* 18. Mai 1936 in Bimenes; † 14. Januar 2021 in Oviedo) war ein spanischer Leichtathlet.

## Karriere
Melanio Asensio begann seine Leichtathletikkarriere als Hochspringer während seiner Schulzeit. Dort entwickelte er auch im Alter von 15 Jahren gute Sprintfähigkeiten. Wegen seines Studiums zog Asensio nach Madrid, wo er sich Real Madrid anschloss und gute Resultate im Sprint erzielte.
Er wurde dreifacher Spanischer Meister über 100 Meter (1956, 1960 und 1962) sowie einmal über 200 Meter (1960) und konnte 15 nationale Rekorde aufstellen.
Als asturischer Athlet startete Asensio bei den Olympischen Sommerspielen 1960 in Rom im 200-Meter-Lauf. Allerdings schied er als Fünfter seines Vorlaufes aus. Auch vier Jahre später wurde Asensio für die Olympischen Sommerspiele in Tokio nominiert, musste jedoch einen Monat vor Beginn wegen einer Verletzung seine Teilnahme absagen.
1966 beendete er seine Karriere und starb Anfang 2021. Im Gedenken an Asensio wurde das städtische Sportzentrum in seiner Geburtsstadt Bimenes nach ihm benannt.